# Palaeorhiza elegantissima
Palaeorhiza elegantissima är en biart som först beskrevs av Dalla Torre 1896.  Palaeorhiza elegantissima ingår i släktet Palaeorhiza och familjen korttungebin. Inga underarter finns listade i Catalogue of Life.